# José Miguel Blanco
José Miguel Blanco Gavilán (Santiago, 16 de diciembre de 1839-Santiago, 4 de febrero de 1897) fue un escultor y dibujante chileno.

## Biografía
La formación artística de Blanco comenzó en un curso nocturno para obreros dictado por Juan Bianchi en el Instituto Nacional. En 1858 ingresó a los talleres de escultura de la Escuela de Bellas Artes, donde tuvo como profesor al francés Auguste François. Integró la primera generación de escultores chilenos, junto a Nicanor Plaza.
En marzo de 1867, gracias a las gestiones de Diego Barros Arana, fue becado por el presidente José Joaquín Pérez para viajar a Europa y continuar allí sus estudios. En París se incorporó al reconocido taller de grabación de medallas del escultor Jean-Baptiste Farochon (1812-1871). Dos años después ingresó en la Escuela de Bellas Artes, donde fue alumno del escultor Auguste Dumont (1801-1884) y de Eugène Guillaume (1822-1905).
Debido a la guerra franco-prusiana (1870-1871) dejó Francias y viajó por Bélgica, Inglaterra e Italia. En este últimó país continuó sus estudios en Roma y Nápoles, particularmente con el pintor Giuseppe Mancinelli, amigo del que fuera director de la Academia de Pintura, el también napolitano Alejandro Cicarelli. Una vez calmada la situación política, Blanco regresó a la capital francesa, retomó sus estudios y participó de algunos concursos; Estuvo entre los mejores alumnos y su obra tuvo una muy buena acogida en los salones. Volvió a Chile en 1876, trayendo consigo aproximadamente cuarenta obras entre esculturas, bajo relieves y medallones.
El contacto directo con las obras, talleres y maestros europeos resultaron determinantes en su desarrollo personal y profesional. Tras esta experiencia, la personalidad de Blanco estaba formada. Las múltiples lecturas espontáneas de su juventud se habían transformado en cultura artística académica. Incansable, recoge fotos, copias, reproducciones que le permiten decorar su taller con documentación gráfica indispensable. Sus pupilas estaban también cargadas con la visión de los museos visitados.
El paso por Europa, junto con enriquecer su acervo referencial y perfeccionar su técnica, estimuló en Blanco una veta intelectual, sustrato de las ideas que, con el tiempo, informarían su discurso creativo. Obras como el busto de Miguel Luis Amunátegui, El tambor en reposo y El monumento de Atacama —entre otras que produjo a su regreso al país en 1875— dan cuenta no solo de una técnica depurada y una visión global de las artes, sino también de un hacer atravesado por «un agudo nacionalismo americanista que hizo presa de casi toda esa primera generación escultórica, insuflándole cierto convencionalismo retórico de inspiración literaria».
Asimismo, esta arista intelectual la volcó Blanco en una interesante labor como escritor y cronista, cuyo principal propósito fue la difusión del arte. Colaboró en medios de prensa como Las veladas literarias y El Ferrocarril, antes de fundar los periódicos artísticos El San Lunes y El Taller Ilustrado (ambos en 1885). Este último circuló durante casi cuatro años y fue una de las primeras publicaciones de arte en Chile.
José Miguel Blanco falleció el 4 de febrero de 1897 a los 57 años de edad, dejando un amplio legado de obras escultóricas, gráficas y literarias. 

## Galería

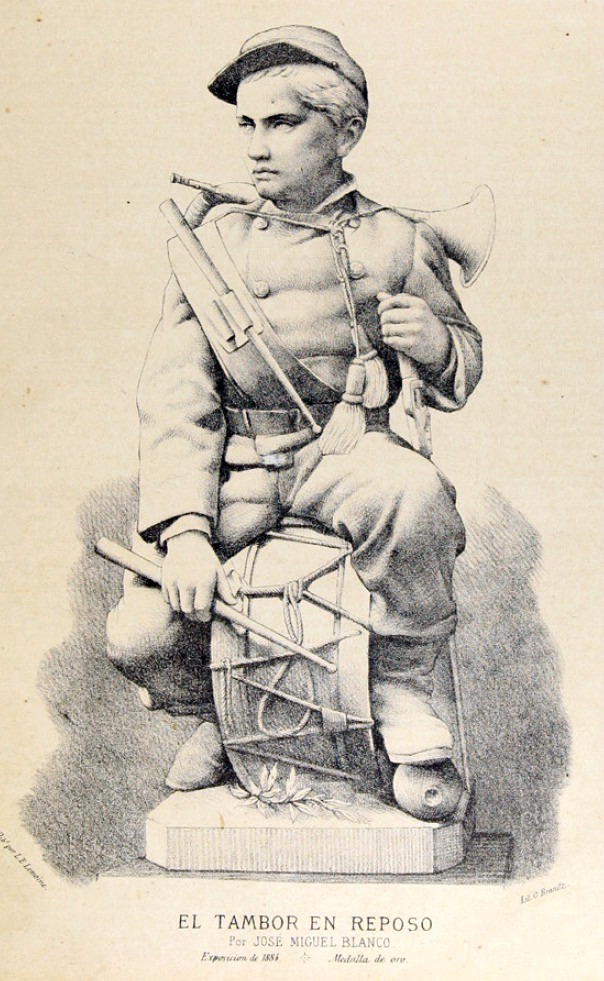
Dibujo de El tambor en reposo de 1885.
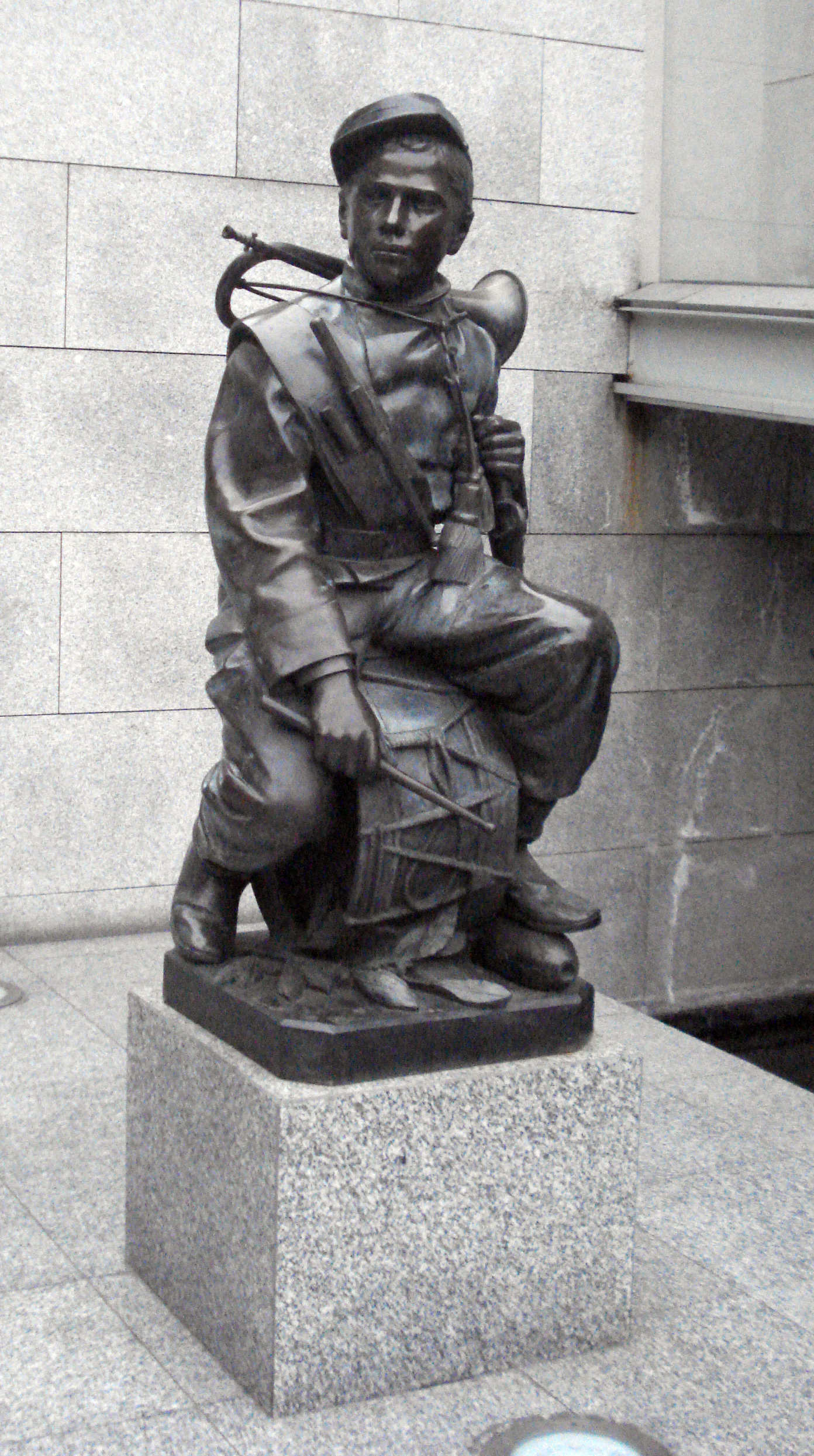
El tambor en reposo (réplica) en la entrada a la cripta de Bernardo O'Higgins, plaza de la Ciudadanía.
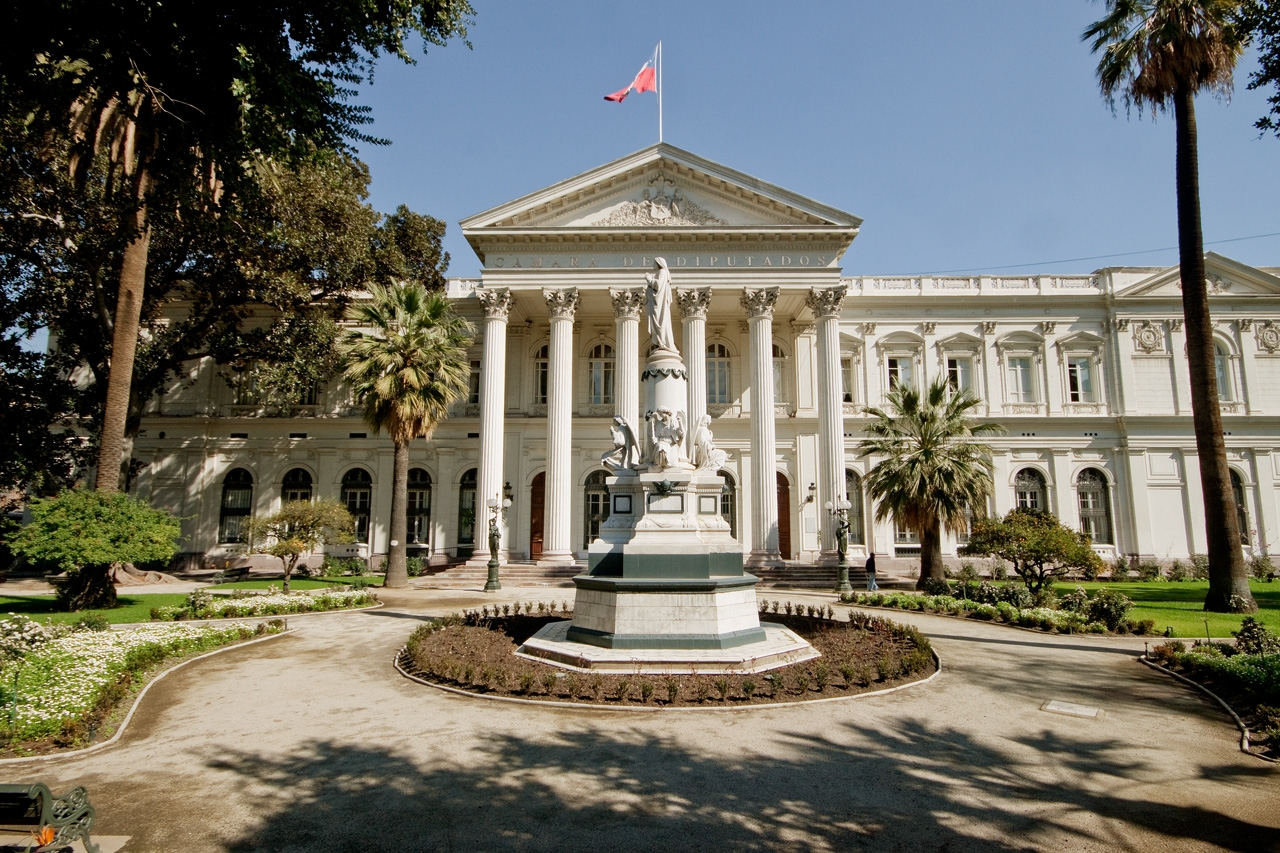
La virgen orante, según diseño de Ignazio Jacometti; jardines del ex Congreso Nacional.
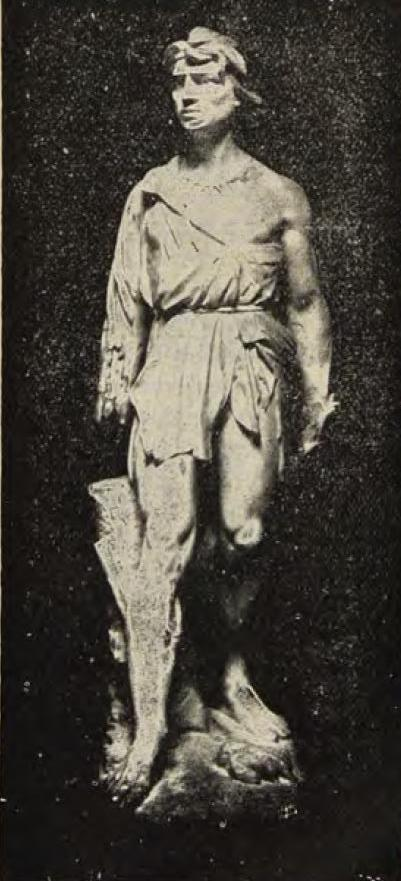
Galvarino.